# Rio Haghiotul
O Rio Haghiotul é um rio da Romênia, afluente do Rio Pârâul Şerpuit, localizado no distrito de Satu Mare.